# Битва за Ґунінтоу
Битва за Кунінтоу чи Битва за Ґунінтоу (кит. трад.: 古寧頭之役; піньїнь: Gǔníngtóu zhī yì; Вейд-Джайлз: Ku3-ning2-t’ou2 chih1 i4), або Битва за Цзіньмень (кит. трад.: 金門戰役; піньїнь: Jīnmén Zhànyì), — битва за володіння островом Цзіньмень у Тайванській протоці, що відбулася у ході Громадянської війни в Китаї у 1949 році. Комуністи зазнали невдачі у намаганнях захопити острів, через що він залишився під владою націоналістів (Гоміндану). Ця битва звела нанівець плани захоплення Тайваню та повної перемоги над націоналістами.

### Цитування
1. ↑  Gallery: The Battle That Saved Taiwan. 7 серпня 2012.
2. ↑  老衲 (2002). 古寧頭之役的回顧. 四海一家軍事網. Архів оригіналу за 8 червня 2004. Процитовано 1 червня 2004. [Архівовано 2004-06-08 у Wayback Machine.] Chinese language only. See 戰果
3. ↑  老衲 [Архівовано 2004-06-08 у Wayback Machine.] [2002]. See 戰果.
4. ↑  Chiang Kai-shek (1st–5th terms). Office of the President Republic of China (Taiwan). Процитовано 29 вересня 2019. 1949-10-26 Taiwan wins victory in Battle of Kuningtou against Chinese Communists in Kinmen.
5. ↑  金門古寧頭戰役(一). YouTube (zh-Hant-tw) . 3 вересня 2009. Архів оригіналу за 26 січня 2024. Процитовано 13 січня 2024.{{cite web}}:  Обслуговування CS1: bot: Сторінки з посиланнями на джерела, де статус оригінального URL невідомий (посилання)
6. ↑  金門古寧頭戰役(二). YouTube (zh-Hant-tw) . 3 вересня 2009. Архів оригіналу за 5 грудня 2023. Процитовано 13 січня 2024.{{cite web}}:  Обслуговування CS1: bot: Сторінки з посиланнями на джерела, де статус оригінального URL невідомий (посилання)
7. ↑  金門古寧頭戰役(三). YouTube (zh-Hant-tw) . 3 вересня 2009. Архів оригіналу за 21 грудня 2023. Процитовано 13 січня 2024.{{cite web}}:  Обслуговування CS1: bot: Сторінки з посиланнями на джерела, де статус оригінального URL невідомий (посилання)